# 圣费利乌-德科迪纳斯
圣费利乌-德科迪纳斯（西班牙語：San Felíu de Codinas，加泰隆尼亞語發音：[ˈsaɱ fəˈliw ðə kuˈðinəs]）是西班牙加泰罗尼亚巴塞罗那省的一个市镇。总面积15平方公里，总人口4530人（2001年），人口密度302人/平方公里。